# Lavrenčič
Lavrenčič je priimek več znanih Slovencev:

## Znani nosilci priimka
- Aleksander Lavrenčič (*1970), zgodovinar, arhivar RTV, raziskovalec
- Aleš Lavrenčič (*1998), zamejski violinist (pevec = drug)
- Alphonse Laurencic (1902—1939), francoski slikar in arhitekt slovenskega rodu
- Avgust Lavrenčič (1925—1996), slikar in scenograf
- Boris Lavrenčič (1909—1999), kemik
- Borut B. Lavrenčič (1942—1996), fizik
- Darja Lavrenčič Vrabec, knjižničarka, vodja Pionirske knjižnice
- Devana Lavrenčič (*1929), fizičarka (Italija)
- Dora Žebot Lavrenčič (1922—2018), sodelavka BBC v Londonu
- Drago Lavrenčič (1921—2003), novinar BBC, publicist
- Franc Ksaver Lavrenčič (1899—1973), rimskokatoliški duhovnik, graditelj cerkva
- Hilarij Lavrenčič (1888—1980), pianist, dirigent (železničar)
- Hilarij Lavrenčič (1962—2024), glasbenik, zborovodja
- Ivan Lavrenčič (1857—1930), rimskokatoliški duhovnik, zgodovinar in politik
- Ivan Lavrenčič (1895—1961), telovadni učitelj, surdopegagog, publicist
- Jožef Lavrenčič (1859—1936), gospodarstvenik in politik z Vrhnike
- Just Lavrenčič (1908—1998), organist in zborovodja
- Katja Klopčič Lavrenčič, literarna publicistka, urednica
- Mario Lavrenčič (1908—1989), duhovnik in beneškoslovenski narodni delavec
- Marij (Mario) Lavrenčič (*1944), zamejski narodni delavec, župan Doberdoba
- Marko Lavrenčič (1913—1999), gradbenik, hidrotehnik
- Marko Lavrenčič, arhitekt, (drug=gradbenik-dr.)?
- Maruša Mugerli Lavrenčič (*1978), prevajalka, pesnica
- Matej Lavrenčič (1836—1897), posestnik in politik (Vrhpolje pri Vipavi)
- Matej Lavrenčič (*1980), stripar, ilustrator, animator
- Matic Lavrenčič (*2008), šahist
- Milen(k)a Lavrenčič Lapajne (1930—2022), kulturna delavka, publicistka
- Miloš Lavrenčič (*1940), slikar
- Minka Pahor (r. Marija Lavrenčič) (1908–1998), učiteljica in kulturna delavka
- Mojca Lavrenčič (*1993), dirigentka, pianistka in čembalistka
- Primož Lavrenčič (1703—1758), rimskokatoliški duhovnik, misijonar in pisatelj
- Rudolf Lavrenčič (1881—1941), profesor, šolnik
- Sonja Lavrenčič, strokovnjakinja za komuniciranje, oglaševanje in marketing
- Urška Lavrenčič Štangar (*1967), profesorica in znanstvenica na področju kemije in biokemije